# Corchorus pumilio
Corchorus pumilio är en malvaväxtart som beskrevs av Robert Brown och George Bentham. Corchorus pumilio ingår i släktet Corchorus och familjen malvaväxter. Inga underarter finns listade i Catalogue of Life.